# Моноплакофоры
Моноплакофо́ры (лат. Monoplacophora) — класс моллюсков, который до 1952 года был известен лишь по ископаемым раковинам из отложений кембрия, силура и девона и считался вымершим.

## Открытие современных представителей
В 1952 году датская экспедиция, которая работала на исследовательском судне «Галатея», подняла на борт корабля живых представителей этого класса. Это были несколько экземпляров моллюсков, которых впоследствии отнесли к новому роду и виду — Neopilina galatheae.
К настоящему моменту описано более 30 видов современных моноплакофор из всех океанов, исключая Северный Ледовитый океан. Выделяют 4 семейства и 8 родов современных моноплакофор. В российских водах известен один вид — Neopilina starobogatovi, обитающая в Беринговом море на глубине 1200 метров.

## Распространение и экология
К настоящему времени обнаружены на глубинах от 170 до 6 500 м в Тихом, Атлантическом и Индийском океанах, включая Антарктику. Встречаются на мягких и твёрдых грунтах.

## Строение
Среди современных моллюсков моноплакофоры — один из наиболее примитивных классов, обладающий некоторыми архаичными чертами. К ним часто относят наличие обширных целомических полостей, метамерию в строении некоторых систем органов, примитивную нервную систему.
Тело со спины полностью покрыто тонкой округлой цельной, колпачковидной или плоскоспиральной (у вымерших) раковиной с завитком, направленным вперёд (в отличие от брюхоногих моллюсков). У многих современных видов раковина тонкая, полупрозрачная. Обычно развит периостракум.
Нога с округлой ползательной подошвой находится в центральной части брюшной поверхности. Голова слабо отграничена от туловища. Глаза отсутствуют. На голове находится рот, окруженный спереди и сзади складками — губами; задние края губ образуют выросты — щупальца, покрытые ресничками и, вероятно, участвующие в сборе пищи. Имеется радула. От глотки отходят крупные слюнные железы, а от пищевода — особые карманы. Желудок содержит кристаллический стебелек. Печень парная. Кишечник длинный, из 4—6 петель, открывается анальным отверстием на анальной папилле у заднего края ноги. Предполагается, что моноплакофоры питаются в основном донными осадками.
У моноплакофор сильно выражена метамерия многих органов, как внешних, так и внутренних. Мантийная борозда содержит от трёх до шести пар перистых первичных жабр — ктенидиев. Имеется 3—6 пар почек, 2—4 пары половых желёз, до восьми пар мышц-ретракторов, прижимающих раковину к субстрату. Сердце состоит из пары желудочков и двух пар предсердий. Перикард парный. Нервная система стволового типа (как у панцирных моллюсков), две пары продольных нервных стволов (латеральные и вентральные) соединены между собой перемычками. Передние их концы соединяются с окологлоточным нервным кольцом, на котором расположены три пары ганглиев (церебральные, буккальные и субрадулярные), задние соединяются позади анального отверстия или над ним. Есть парный статоцист — орган равновесия. Моноплакофоры, как правило, раздельнополы. Карликовый вид Micropilina arntzi (длина раковины около 0,9 мм) — гермафродит, вынашивающий яйца и зародышей в мантийном жёлобе.